# Vapenrock m/1845

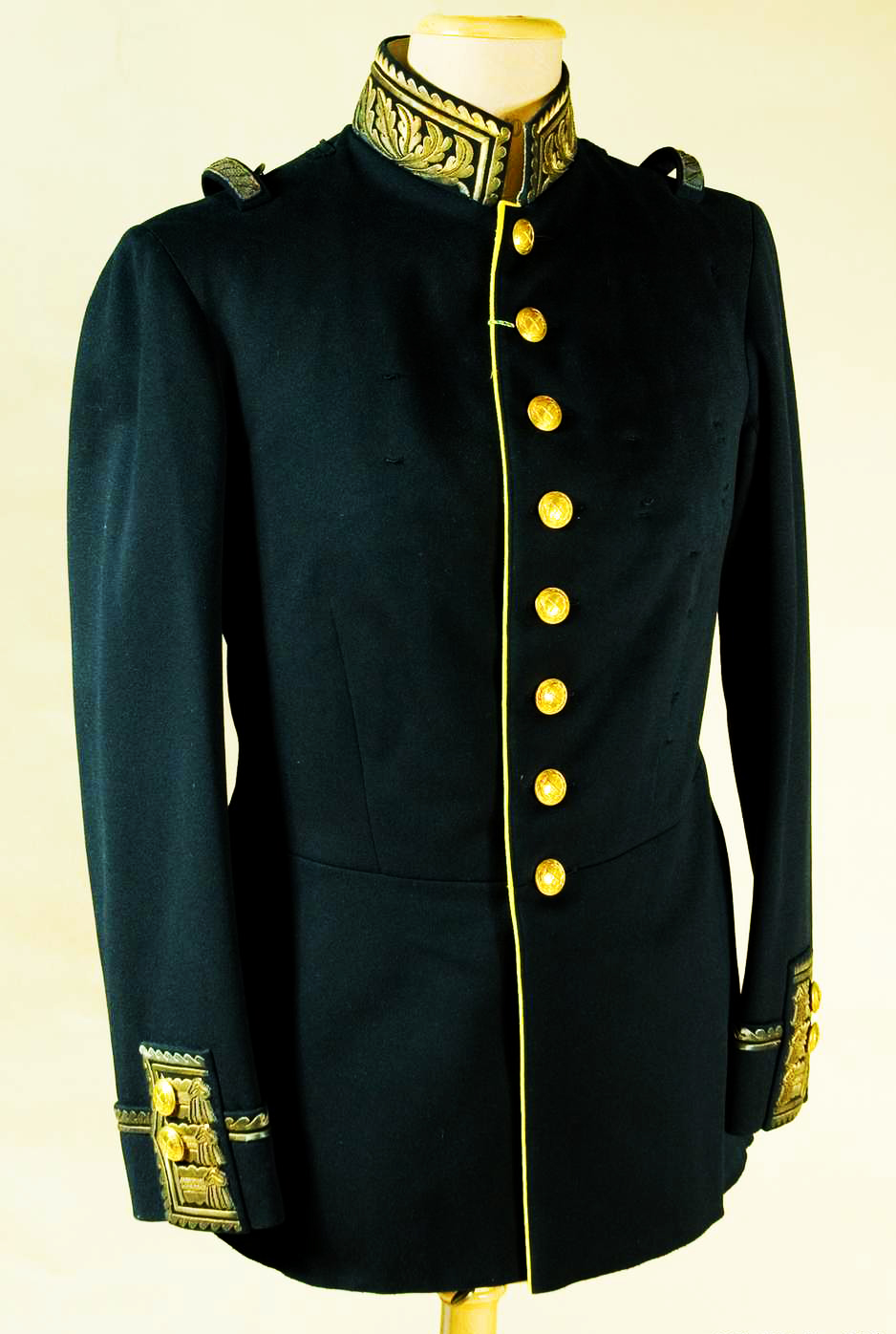
Vapenrock m/1845 för generallöjtnant vid generalitetet.

Vapenrock m/1845 var en vapenrock som användes inom försvarsmakten (dåvarande krigsmakten).

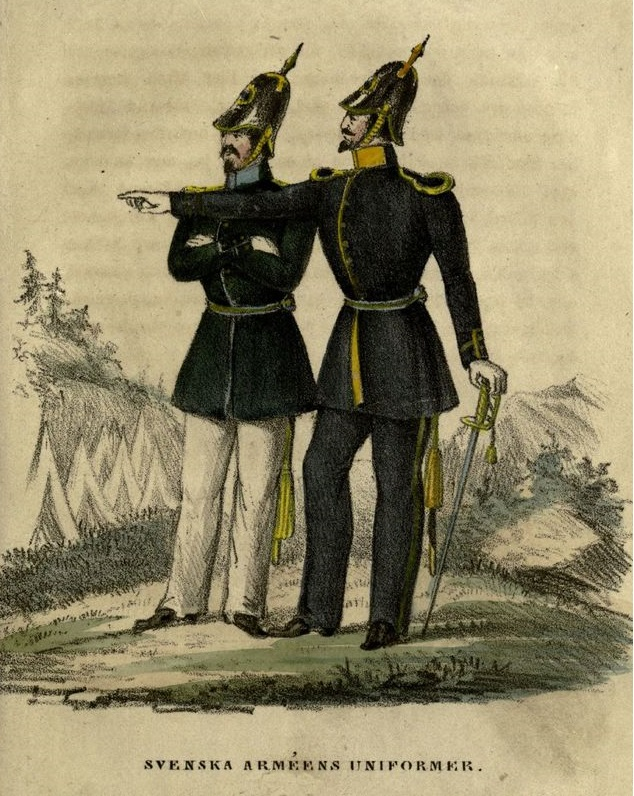
Vapenrock m/1845, litografi ur Svea folk-kalendern 1846.

## Utseende
Denna vapenrock är av mörkblått kläde med guld foder och med olika kragfärg beroende på tillhörighet. Vapenrocken har en enradig knapprad om åtta knappar av regementets egna, samt är försedd med en 4–4,5 cm hög krage utan knapphål som var öppen och snedskuren framtill. Officerarnas vapenrock var öppen baktill samt hade en gul passpoal framtill på kragen, omkring uppslagen och dess klaffar samt på fickklaffarna. Officerarna bar epåletter på axlarna. Underofficerare och manskapet bar fasta axelklaffar, dock utan förbandssnummer.
Infanteriets gardesregementen samt grenadjärregementena omfattades även de av de nya uniformsbestämmelserna. De fick samma typ av uniform som övriga infanteriet, dock med vissa undantag.
1860 fastställdes det till exempel att artilleriet skulle ha specifika färgar på kragen. A 1 skulle ha mörkblå, A 2 gul och A 3 vit.

## Användning
Hela infanteriet, artilleriet och en stor del av kavalleriet omfattades av uniformsändringarna 1845 när denna vapenrock kom.
Infanteriet använde vapenrocken tillsammans med kask m/1845 och långbyxor m/1845 av mörkblått kläde med gul eller röd passpoal. Långbyxa m/1845 fanns även i vit färg tillverkad i linne- eller bomullstyg för sommarbruk. Syrtut m/1829-1854 användes av en stor del av arméns officerare och underofficerare, dock ej kavalleriet.

## Fotografier

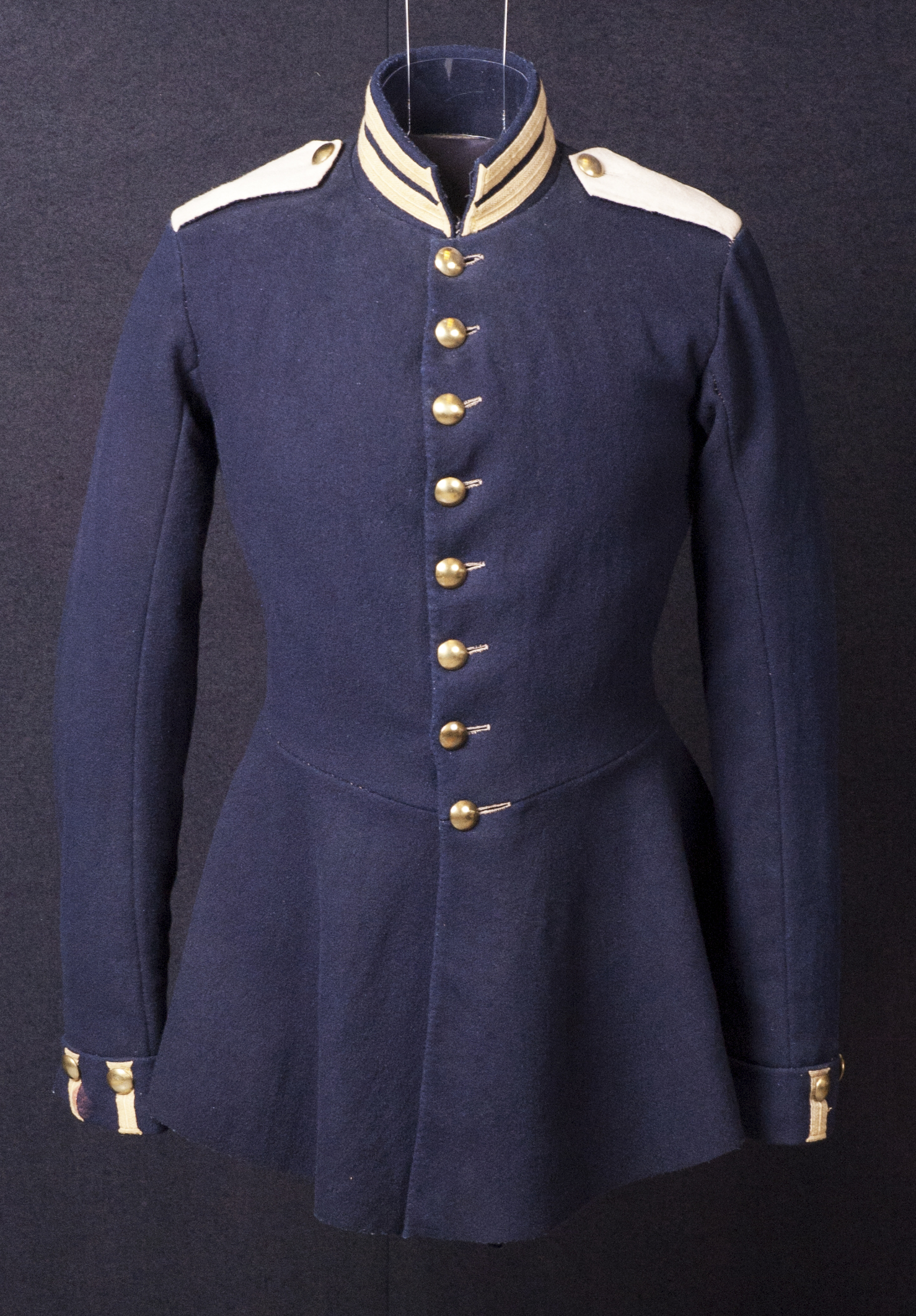
Vapenrock m/1845 för manskap vid Svea artilleriregemente (A 2). Mörkblå krage för A 1 fastställdes 1860. Observera att rocken är skuren som en bonjour, med ett skört nedanför midjan. Detta är den ursprungliga skärningen, modernare rockar är mer rakskurna.
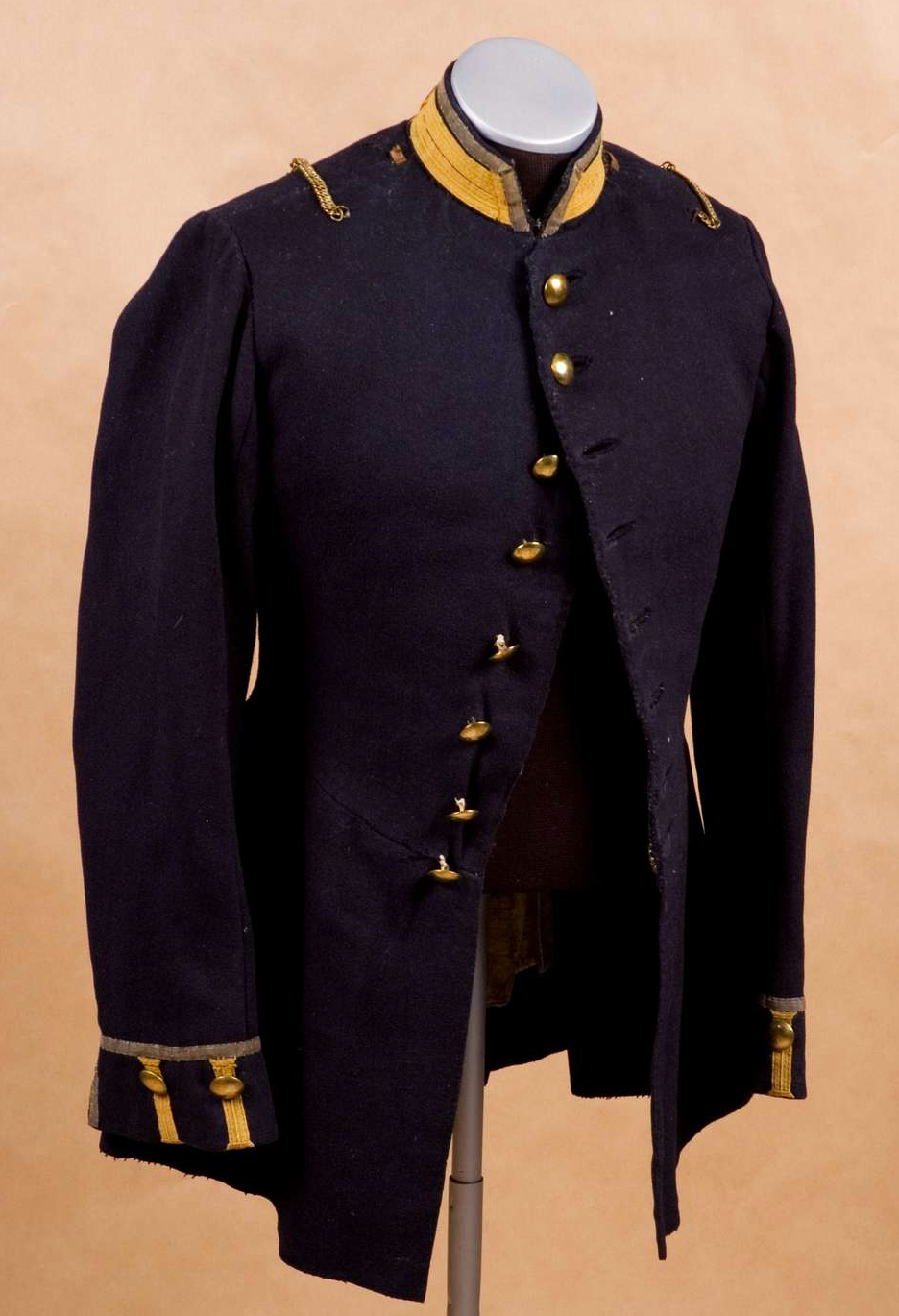
Vapenrock m/1845 för Göta artilleriregemente (A 2). Gul krage för A 2 fastställdes 1860.
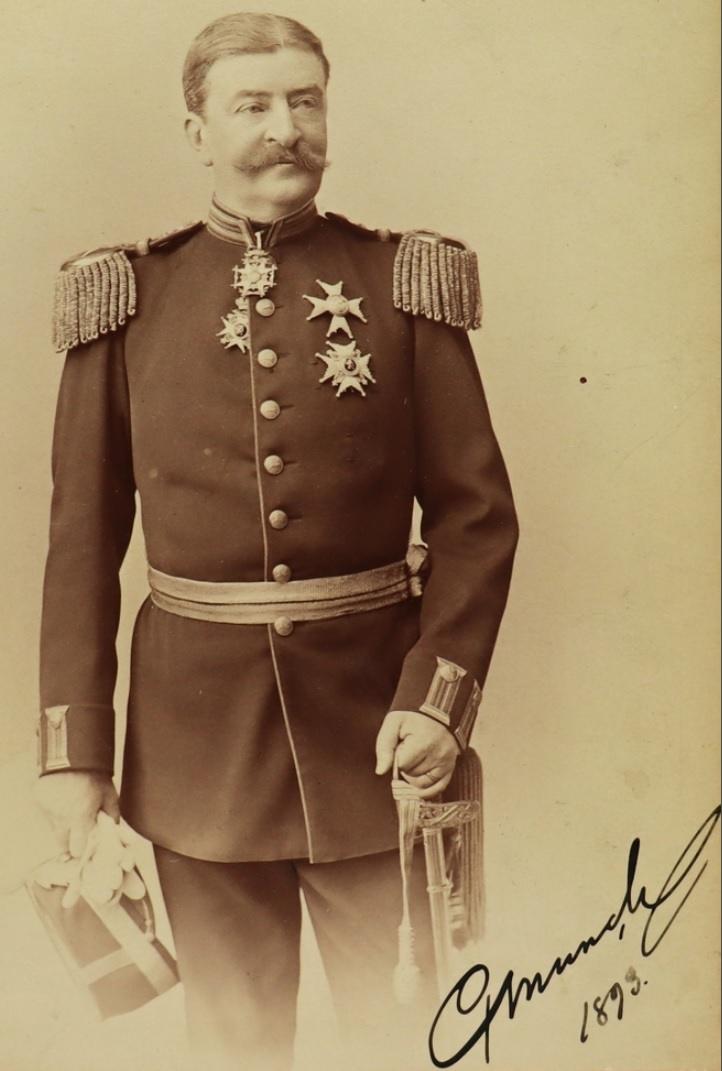
Carl Bror Munck af Fulkila iförd vapenrock m/1845
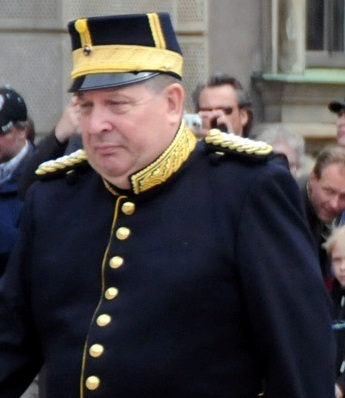
Anders Lindström iförd vapenrock m/1845

### Webbkällor
1. ↑  Hogman, Hans. ”Militaria”. Artilleriets uniformer. http://www.hhogman.se/uniformer_armen_18_artilleriet1.htm. Läst 21 september 2012.